# Língua kisi
Kisi é uma língua Banta da Tanzânia. Embora apenas pouco mais da metade do povo Kisi fale a língua, o uso é vigoroso onde ainda é falado.